# La danza de las ninfas
La danza de las ninfas (en francés, Une matinée, la danse des nymphes) es una pintura creada en el año 1850 por Jean-Baptiste Camille Corot, y su estilo es el realismo.
El tema fundamental de esta obra es la alegre danza de unas ninfas sobre la hierba fresca, a la sombra de árboles frondosos, y bajo el celaje un amanecer. El autor representa este tema mediante la mitología y un paisaje realista. Esta obra es fundamental para comprender el arte contemporáneo, ya que fue precursora del impresionismo, debido al tratamiento del color, la composición y la pincelada. 
La influencia de Corot fue decisiva en los primeros pasos de los impresionistas Monet y Renoir, así como en toda la obra de Pissarro.